# 梅克倫堡-居斯特羅的克莉絲汀
梅克倫堡-居斯特羅的克莉絲汀（德語：Christine von Mecklenburg-Güstrow，1663年8月14日—1749年8月3日），斯托貝格-蓋登伯爵夫人，梅克倫堡-居斯特羅公爵古斯塔夫·阿道夫的女兒，她也是英國維多利亞女王的母系祖先

## 家庭
1683年，克莉絲汀與斯托貝格-蓋登伯爵路德維希·克里斯蒂安結婚，兩人共有3子8女：
1. 弗蕾德里克·夏洛特（1686年—1739年）
2. 艾蜜莉·奧古斯塔（1687年—1730年）
3. 克里斯蒂安·恩斯特（英语：Christian Ernest of Stolberg-Wernigerode）（1691年—1771年）
4. 克莉絲汀·艾蕾諾爾（1692年—1745年）
5. 腓特烈·卡爾（1693年—1767年）
6. 恩尼絲汀·威廉明妮（1695年—1759年）
7. 海因里希·奧古斯特（1697年—1748年）
8. 索菲·克莉絲蒂安妮（1698年—1771年）
9. 費迪南德·亨麗埃特（1699年—1750年），英國維多利亞女王的外高祖母
10. 奧古斯塔·瑪麗（1702年—1768年）
11. 菲莉琶·路易絲（1705年—1744年）